# Teoria dell'etichettamento
La teoria dell'etichettamento (o della reazione sociale), elaborata dalla scuola di Chicago, è una teoria sociologica della devianza che focalizza l'attenzione sul processo di costruzione del criminale non occasionale che sarebbe favorito, in maniera involontaria e paradossale, proprio dalla reazione della collettività e delle istituzioni; il termine deriva dall'inglese labelling theory.
Attraverso l'assegnazione dell'etichetta di criminale, secondo tale teoria, si attiverebbe un processo in grado di trasformare l'autore vero (o presunto) di un singolo reato in un delinquente cronico. Influirebbero su questo processo sia le conseguenze della diffidenza, della disistima e della stigmatizzazione della collettività, in grado di ristrutturare la percezione di sé da parte del "criminale" ("convincendolo"), sia l'isolamento e l'esclusione sociale che materialmente le istituzioni totali (ad esempio le strutture carcerarie) provocano. L'etichettamento produrrebbe quindi conseguenze deleterie sia a livello di rappresentazione sociale e di auto-percezione che di opportunità e di frequentazioni.
Questo processo, soprattutto nel caso di soggetti deboli, può dare il via alla carriera criminale rendendo possibile anche il passaggio dal reato originario a forme di devianza anche più gravi, ed a un'ostilità o a un distacco dal corpo sociale. La carriera criminale è stata analizzata in questa chiave da molti studiosi, ad esempio dal sociologo Howard S. Becker in "Outsiders".
Secondo la teoria dell'etichettamento sarebbero vittime dell'etichettamento soprattutto coloro che compiono alcuni tipi di reati che suscitano "allarme sociale" e che non dispongono di mezzi materiali né di una reputazione o di uno status consolidato in grado di contrastare la penetrazione dell'etichetta di criminale. Inoltre la definizione stessa dei comportamenti da stigmatizzare (reati, o anche atti non penalmente rilevanti come il consumo di droghe), sarebbe influenzata dal diverso potere di influire sull'opinione pubblica e sulle leggi detenuto dagli strati più agiati. Di conseguenza la reazione sociale non è attivata in maniera uguale per tutti i tipi di reato, ma è più severa e dannosa nei confronti della microcriminalità e dei reati associati alle minoranze, ai poveri, ai presunti recidivi o a chi ha un determinato aspetto. Al contrario i protagonisti di altri comportamenti criminali, ad esempio i crimini dei colletti bianchi, non subirebbero lo stesso processo di condanna sociale grazie alla tolleranza concessa per i tipi di reati tipici della classe media, spesso socialmente più dannosi, e grazie allo status e ai mezzi detenuti che permetterebbero una serie di strategie in grado di "salvare la faccia" in modo efficace.
Secondo questa teoria la reazione sociale, come oggi configurata, sarebbe quindi un fattore criminogeno soprattutto nel caso dei soggetti deboli e marginali. Per contrastare questo processo dannoso la teoria dell'etichettamento suggerisce parsimonia nella somministrazione della sanzione penale, da riservarsi ai fenomeni più gravi, e l'ampia adozione di misure alternative al carcere finalizzate al reinserimento del detenuto ed alla cancellazione dell'etichetta (deistituzionalizzazione).
La teoria dell'etichettamento è utilizzata anche da coloro che contestano, ad esempio, la "medicalizzazione facile" di certi tipi di disagio mentale ed in generale in tutti gli ambiti nei quali si potrebbe indurre l'effetto profezia che si autoavvera. Secondo questa corrente, che trova le sue radici nel libro del sociologo Thomas Scheff Being Mentally Ill. A Sociological Theory (1966) la "malattia mentale", ad esempio, avrebbe in molti casi un'origine sociale o, in ogni caso, la medicalizzazione avrebbe in molti casi effetti deleteri.

## Filosofia
Non pochi problemi vengono posti dai sostenitori di tale teoria: se intesa in senso stretto infatti porrebbe in essere oltre alla responsabilità individuale nella commissione del reato, una responsabilità anche, se non della collettività, almeno di chiamata in correo del gruppo sociale di riferimento.
Si pone quindi il problema di come conciliarla con il paradigma epistemologico del diritto in base al quale 'ogni cittadino è uguale davanti alla legge': ci sono forse individui più facilitati da un gruppo collettivo a delinquere con l'etichetta di 'delinquente abituale'? Il dibattito in filosofia del diritto rimane ancora aperto e cogente.